# Junonia teurnia
Junonia teurnia är en fjärilsart som beskrevs av Hans Fruhstorfer 1912. Junonia teurnia ingår i släktet Junonia och familjen praktfjärilar. Inga underarter finns listade i Catalogue of Life.